# Порнографія в Індії

Карта порнографічного законодавства світу.
Повністю легальна
Частково легальна, з деякими обмеженнями
Незаконна
Дані невідомі

Порнографія в Індії — в основному використовується через пошук і перегляд у Інтернеті, хоча доступна і в друкованих журналах.
Споживання порнографії почало зростає зі збільшенням популярності та розповсюдженості смартфонів, інтернету та реклами.
Попри розширення доступу, суспільний дискурс і ставлення до порнографії залишаються табу в багатьох частинах Індії. Оприлюднення або передача порнографічних матеріалів є незаконними.
До стрімкого розвитку інтернету популярністю користувалися еротичні порнофільми.

## Законодавство
- Продаж та розповсюдження порнографічного матеріалу є незаконним в Індії відповідно до розділу 292.[3]
- Поширення, продаж або обіг нецензурних матеріалів та продаж порнографічного вмісту будь-якій особі, яка не досягла 20 років, є незаконними відповідно до статті 293 та Закону про ІТ-67B.[4]
- Дитяча порнографія є незаконною і суворо заборонена по всій країні відповідно до розділу 67B Закону про інформаційні технології, 2000 р.[5]
- Виробництво, оприлюднення та розповсюдження порнографії є незаконним в Індії відповідно до розділів 292, 293.[6]

Верховний суд Індії постановив, що не існує фундаментального права на здійснення діяльності по показу та оприлюдненню порнографічних чи непристойних фільмів та літератури.

## Види поширення

### Друкована
Дослідження виявили що друковані ЗМІ в Індії менш доступні, ніж Інтернет. Також дослідження 96 продавців, таких як відеомагазини, магазини завантаження / зарядки мобільних пристроїв і кіберкафе, в штаті Хар'яна (Індія), показало, що 17% робили показ порнографії відкрито, 34% показували її наполовину, а 49% тримали її в таємниці. Можливо, культурні табу та юридичні проблеми роблять популярнішим перегляд порнографії в Індії через засоби доступу до Інтернету, такі як комп’ютери чи смартфони, для більшої конфіденційності.

### Інтернет
Порнографія в Інтернеті стала досить популярною в Індії — з 30% до 70% від загального трафіку порносайтів. Вона стала основною частиною трафіку і джерелом доходів телекомунікаційних компаній. Популярний порносайт оприлюднив дані про глядачів, а національна столиця Делі зафіксувала до 40% всього трафіку.
За даними одного з опитувань, 63% молодих людей в таких міських районах, як Хар'яна, дивляться порнографію, а 74% отримують доступ до неї через мобільні телефони. Оскільки доступ до смартфонів та Інтернету в Індії продовжує зростати, все більше людей можуть приватно переглядати порнографію. 50% індійських людей отримують доступ до популярних порно-вебсайтів на мобільних телефонах. Еротичні інтернет-комікси також стали популярними в Індії, так як Інтернет стає більш доступним для простого громадянина.

## Гомосексуальна порнографія
Гомосексуальна порнографія не є широко доступною у пресі через соціально-культурне табу, навколо як порнографії, так і гомосексуальності. Проте індійські IP-адреси мають доступ як до лесбійської, так і до гей-порнографії через Інтернет, при цьому в період з 2013 по 2014 рік число пошуків гей-порно матеріалів збільшилася на 213%. Крім того, найпопулярніший пошук порнографії серед жінок в Індії зосереджується на лесбійській та гей-порнографії.

## Насильство та проституція
Деякі поважні люди в ЗМІ стверджують, що цензура порнографії зменшить кількість зґвалтувань в Індії.
Дослідження припускають, що порнографія впливає на проституцію в Індії. В одному дослідженні жінки-повії повідомляли, що їх просили здійснювати нові статеві акти, такі як анальний секс, мастурбацію і різні пози, запити, які, на їхню думку, були пов'язані з підвищеним рівнем схильності до порнографії. Наслідки зараз неясні для політики у галузі охорони здоров'я в Індії.

## Зовнішні посилання
- India Code Legislative Department

https://pib.gov.in/PressReleasePage.aspx?PRID=1579226